# Vlakča
Vlakča (em cirílico: Влакча) é uma vila da Sérvia localizada no município de Stragari, pertencente ao distrito de Šumadija, na região de Šumadija. A sua população era de 592 habitantes segundo o censo de 2011.

## Demografia
| 1948 | 1953 | 1961 | 1971 | 1981 | 1991 | 2002 | 2011 |
| ---- | ---- | ---- | ---- | ---- | ---- | ---- | ---- |
| 1432 | 1319 | 1236 | 1016 | 950  | 832  | 671  | 592  |